# Specsavers
Specsavers är en av världens största optikerkedjor. Den grundades 1984 av optikerparet Doug och Mary Perkins i England. Specsavers har över 1500 butiker i 10 länder med 26 000 anställda. Kedjan etablerade sig i Sverige 2005 genom köp av cirka 50 butiker från kedjorna Blic och Två Blå. Idag finns det drygt 110 Specsaversbutiker i Sverige.
Namnet Specsavers är en sammansättning av de engelska orden "Spectacles" som betyder glasögon och "Savers" vilket syftar på att företaget tycker sig ha låga priser.

## Produkter
Specsavers i Sverige säljer främst glasögon och kontaktlinser. I Storbritannien säljer de även hjälpmedel för hörselskadade.